# Mezzana Bigli
Mezzana Bigli é uma comuna italiana da região da Lombardia, província de Pavia, com cerca de 1.166 habitantes. Estende-se por uma área de 18 km², tendo uma densidade populacional de 65 hab/km². Faz fronteira com Bastida de' Dossi, Casei Gerola, Cornale, Ferrera Erbognone, Isola Sant'Antonio (AL), Pieve del Cairo, Sannazzaro de' Burgondi, Silvano Pietra.

## Demografia
| Variação demográfica do município entre 1861 e 2011                               |
|                                                                                   |
| Fonte: Istituto Nazionale di Statistica (ISTAT) - Elaboração gráfica da Wikipedia |